# Valljet
"Notre métier... Compagnie aérienne"
VallJet (code OACI : VLJ) est la première  compagnie d'aviation d'affaires privée française basée sur l'aéroport du Bourget. En parallèle, la société propose une activité de maintenance, basée également au Bourget.

## Histoire
La compagnie d'aviation VallJet (dénomination commerciale de la société La Baule Aviation),, est créée par 3 entrepreneurs en 2008, Jean Valli grossiste en papier (dont la société de transformation de papier Valpaco), Waldemar Kita, homme d'affaires et actuel propriétaire du club de football Nantais (FCNA) et Benoît Couturier, dirigeant de l'entreprise CBenoit (Créateur de luminaire et d'éclairage à Angers), tous les trois propriétaires du même type d'appareil qui ne trouvaient personne pour les exploiter. L'idée est venue de créer VallJet pour réduire les coûts de possession et de rentabiliser ces acquisitions.
Jean Valli avait son propre avion depuis 2005, un Beechcraft 90 et avec son ami tour-opérateur, Muntaz Teker, propriétaire, entre autres, de Pacha Tours, ils saisissent l’occasion au vol et créent ensemble VallFly en février 2007 pour proposer l'avion à la location.
En 2009, VallJet rachète Ocean Airlines basé à la Rochelle et récupère les appareils exploités par cette compagnie, un Beechcraft 90 et un Beechcraft 200, ainsi qu’un Citation I et s’enrichit également de deux pilotes confirmés.
La société était alors basée sur l'aérodrome de la Baule (44) puis par la suite sur Ancenis (44), les avions sur les aéroports du Bourget et de Cannes.
En 2020, elle gérait 23 avions pour un chiffre d'affaires de 38 millions d'euros ; l'année suivante, celui-ci s'élevait à 50 M€ avec 30 appareils.
L'entreprise a en effet accru son activité de 80 % en 2021 avec 1 600 vols en transportant 23 640 passagers sur 190 aéroports dans 92 pays.
Les avions VallJet sont basés sur les aéroports du Bourget, Lille, Marseille, Valence, Cannes, Nice.
Elle a cependant dépassé le plafond maximum d’émissions de gaz à effet de serre autorisé par l’Union européenne et Libération relève que l'essentiel de ses vols sont la doublure de trajets TGV existants, ce qui pose la question de leur pertinence dans une ère de réchauffement climatique.
En janvier 2025, VallJet/Thalair et Airlec Air Espace fusionnent pour créer la holding DexFly dont Jean Valli est le Président et Paul Tiba, patron Airlec Air Espace, le Directeur Général''.

## Actionnariat
La compagnie appartenait à trois hommes d'affaires:
- Jean Valli,
- Waldemar Kita: 35 %[17] ,
- Benoît Couturier.

Elle appartient maintenant à Jean Valli, seul actionnnaire.

## Accusations d'évitement de la taxation des émissions de gaz à effet de serre
Selon les informations publiées par Mediapart et relayées par Le Monde, VallJet bénéficie d'importantes aides de l'État et a créé une deuxième compagnie aérienne, Thalair (code OACI : TLJ), afin de contourner ses obligations en matière de compensations financières pour ses émissions de gaz à effet de serre, estimées à 19 000 tonnes par an.
Valljet entend grâce à cette manœuvre répartir entre les deux entreprises les rejets de CO2 de ses aéronefs pour passer sous le plafond légal des émissions à partir duquel il faut payer pour pouvoir polluer,.
Thalair exploite les plus gros appareils du groupe VallJet, les Embraer 145 de 50 places.

## Flotte
La compagnie dispose de jets privés de 5 places à 50 passagers.
- Les Heavy Jets: des Legacy 600 et 650 pouvant accueillir jusqu'à 13 passagers sur plus de 6 000 kilomètres.
- Les Midsize Jets: des Hawker 800XP et 900XP pouvant accueillir jusqu'à 8 passagers sur plus de 4 000 kilomètres.
- Les Light Jets: des Cessna CitationJet/CJ pouvant accueillir jusqu'à 7 passagers sur plus de 2 000 kilomètres.
- Les Airliners: des Embraer 145 pouvant accueillir jusqu'à 50 passagers sur 2 900 kilomètres.

## Galerie photographique

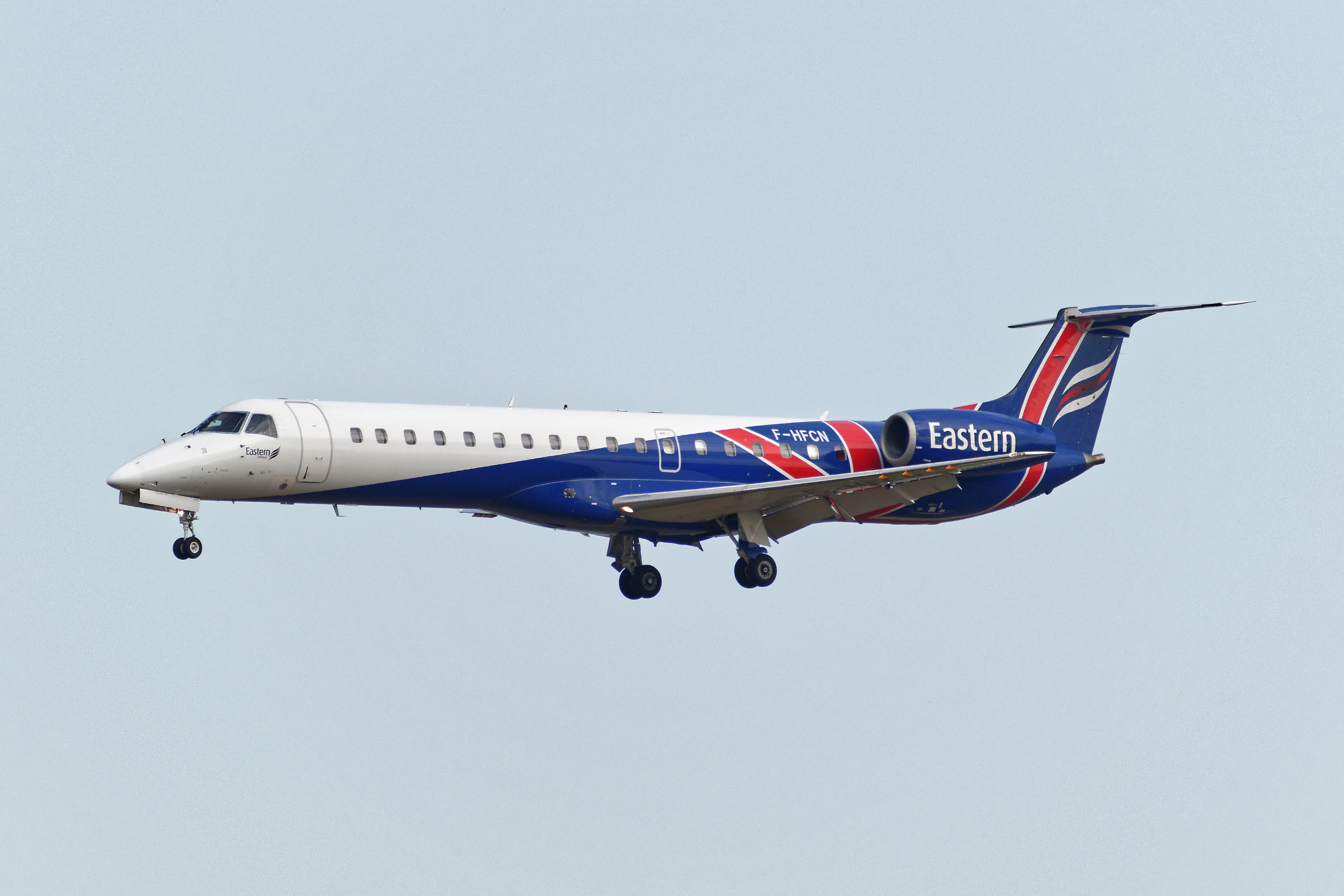
Embraer 145 F-HFCN de Thalair (VallJet)
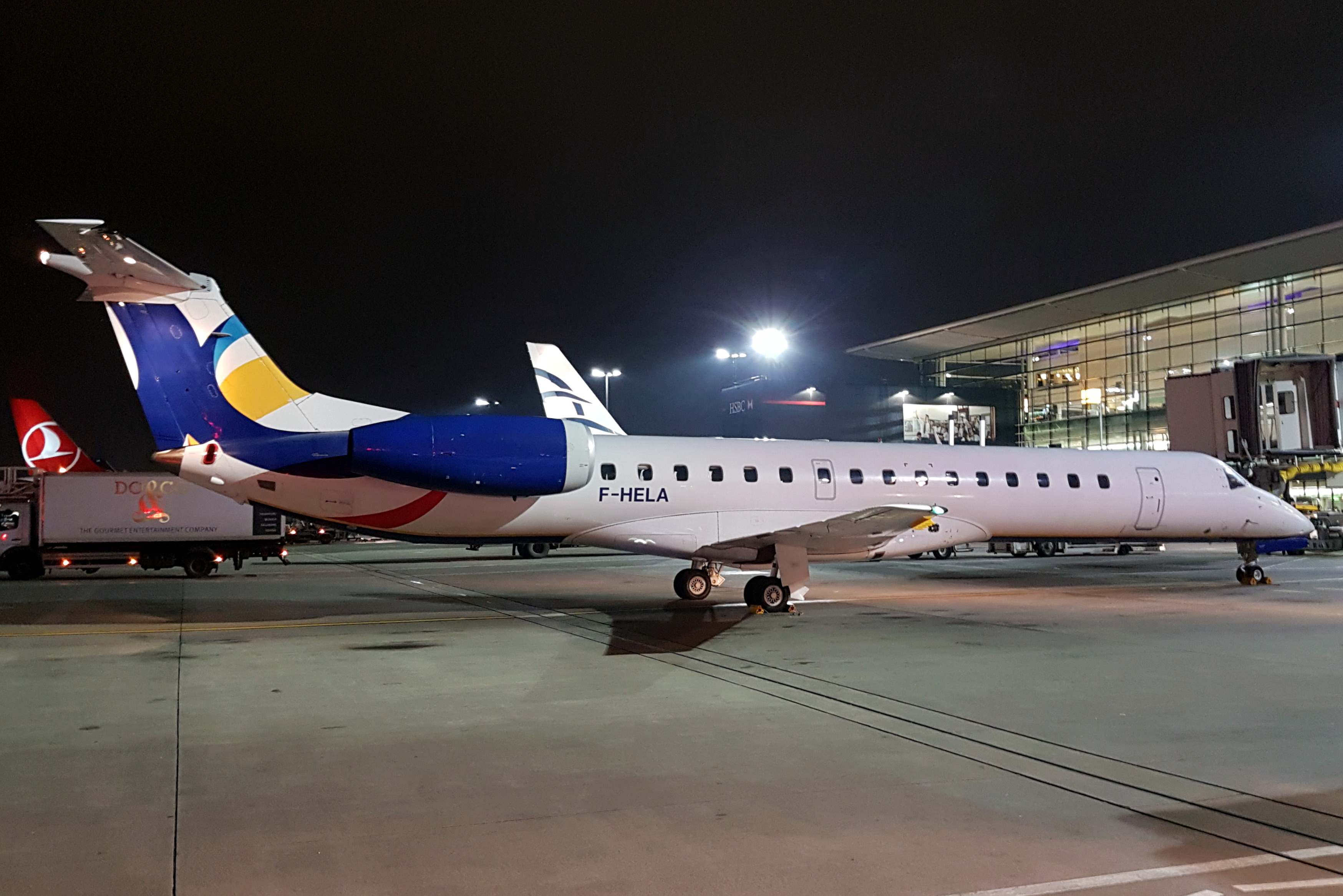
Embraer 145 F-HELA de Thalair (VallJet)
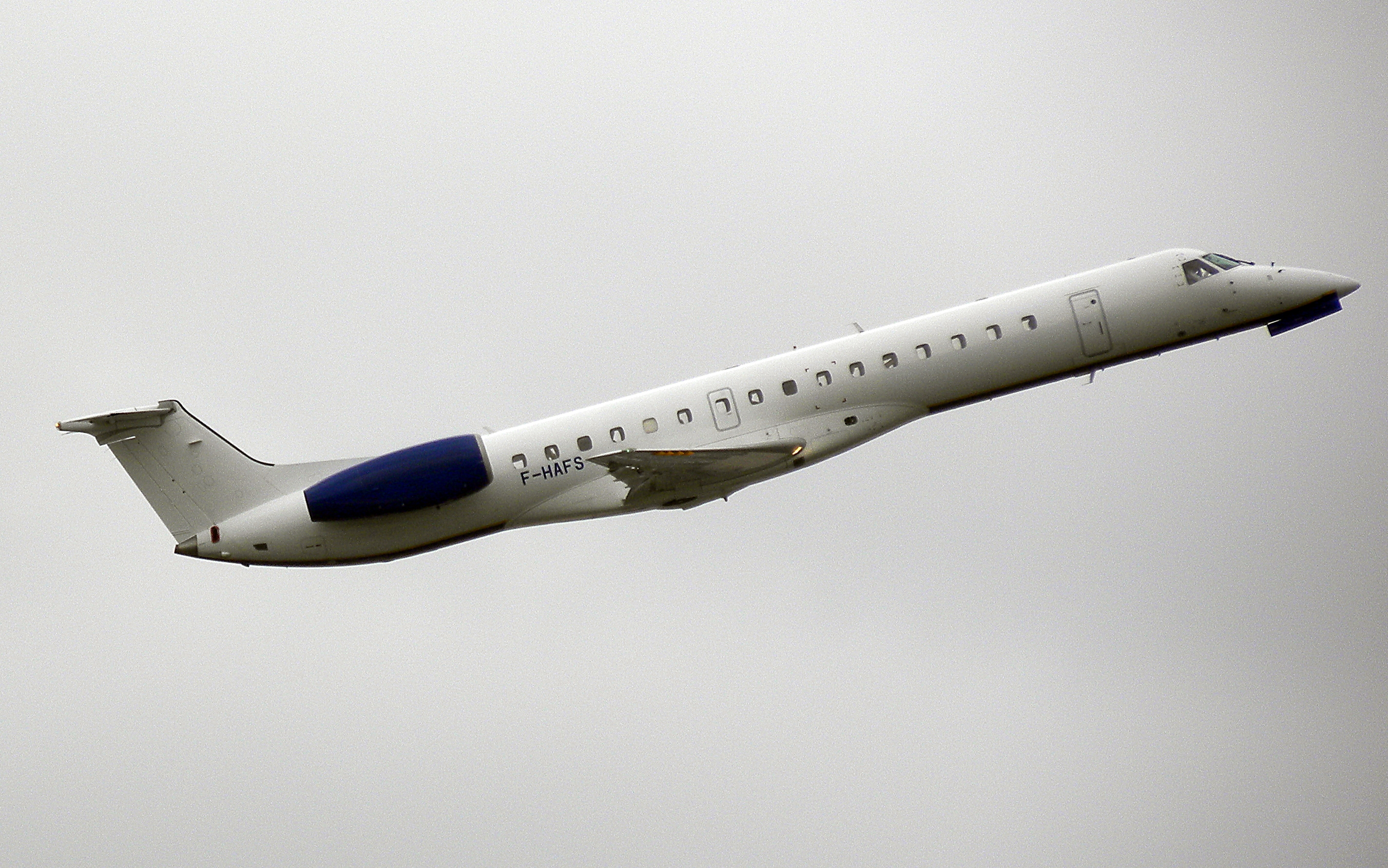
Embraer 145 F-HAFS de Thalair (VallJet)
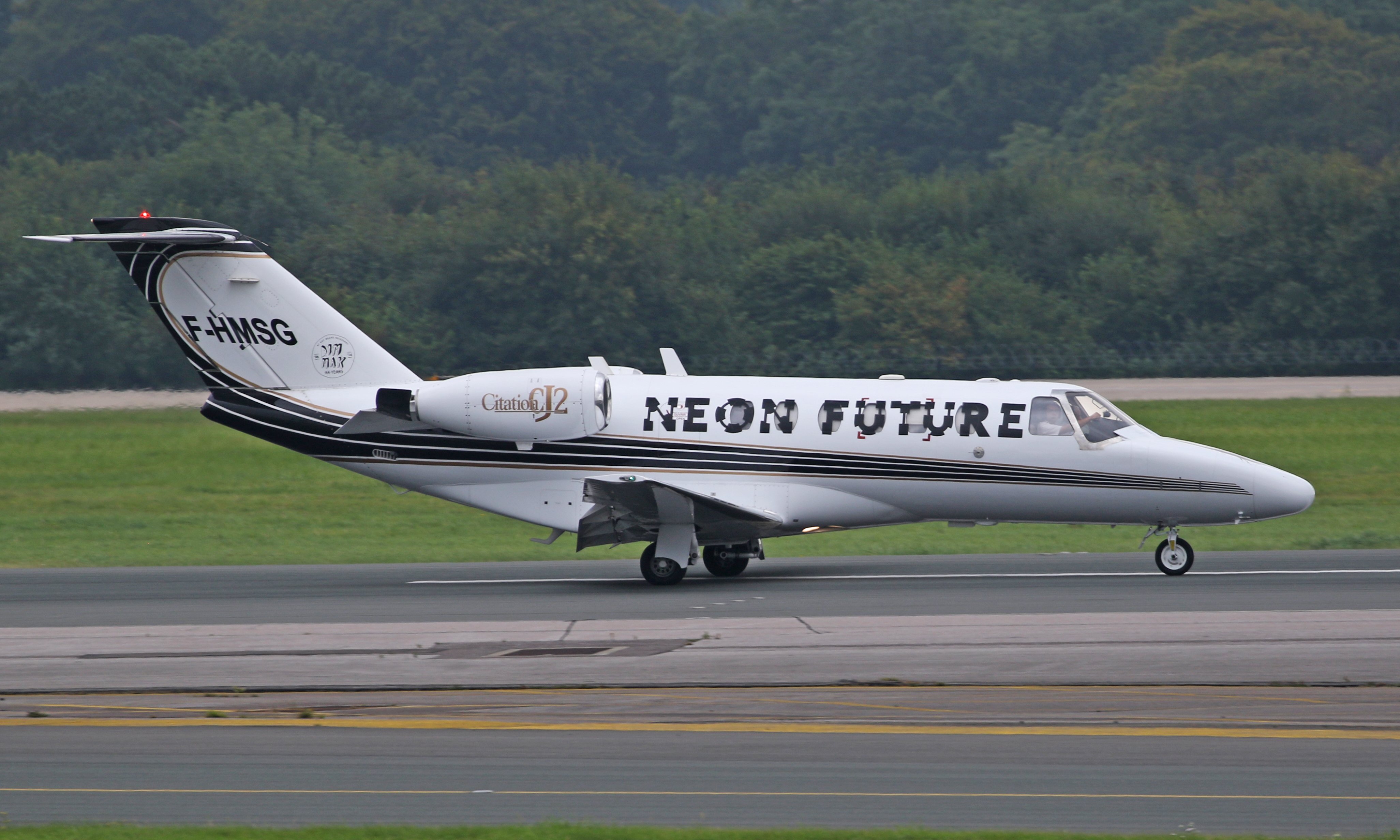
Citation CJ2 F-HMSG
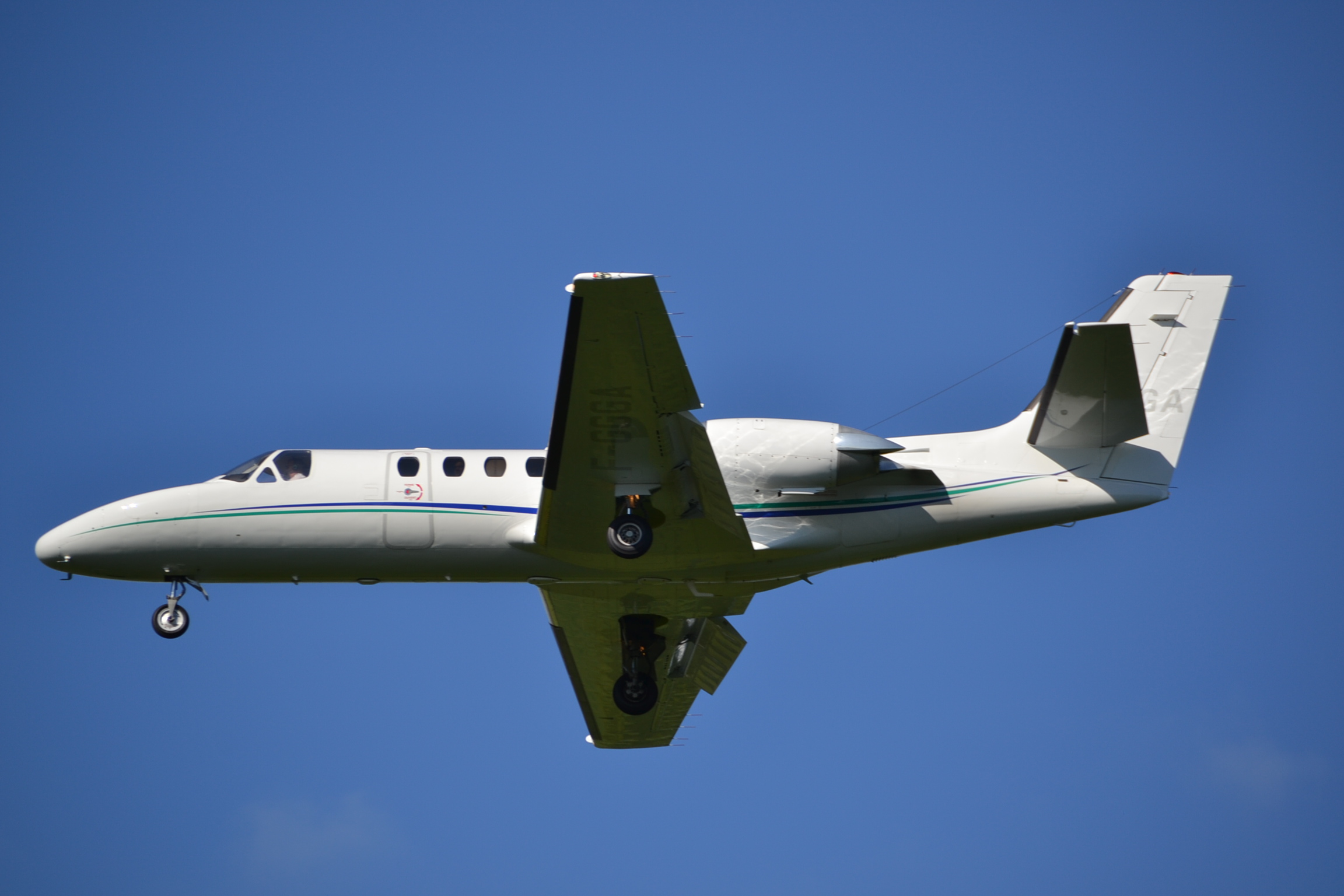
Citation II 550 F-GGGA
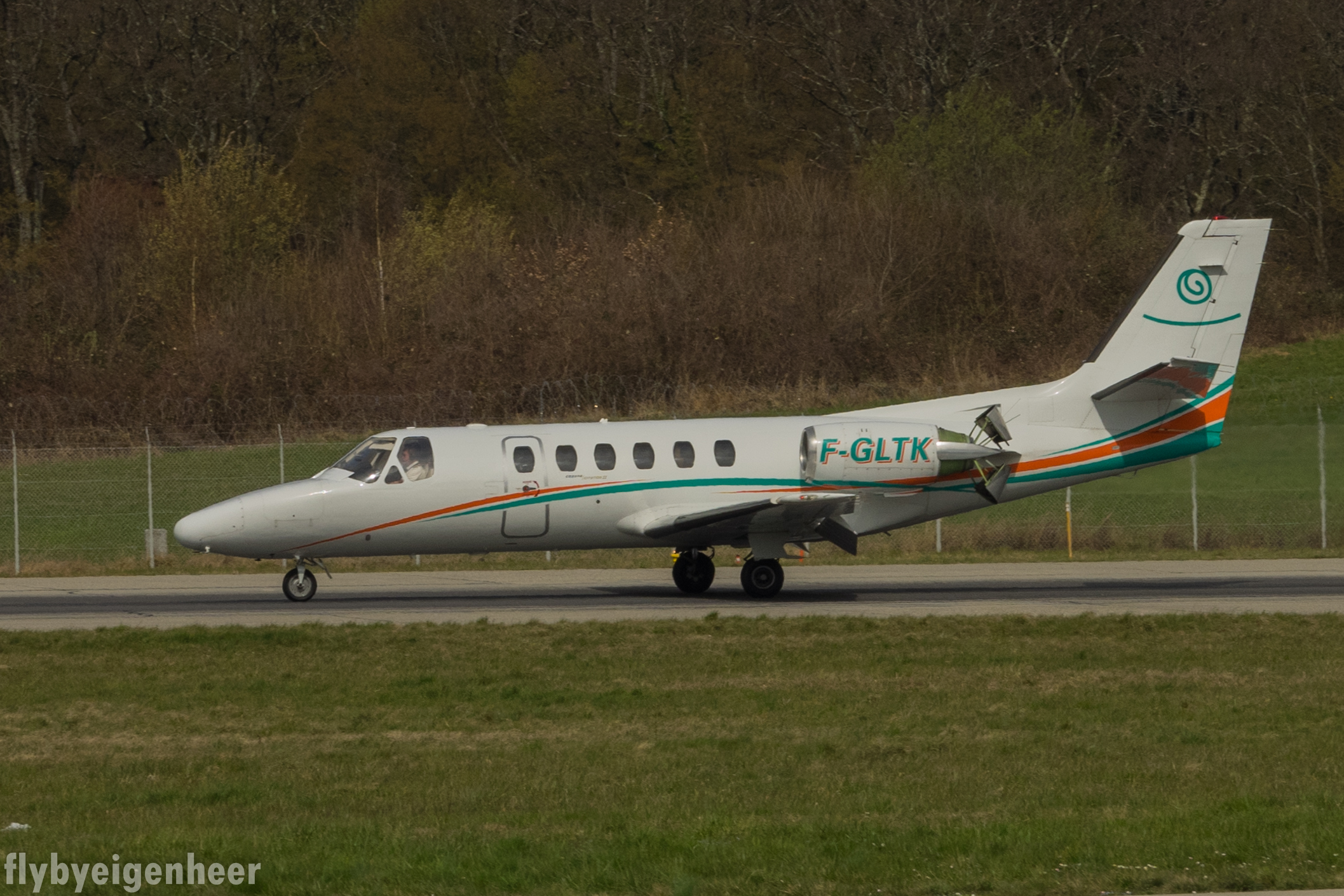
Citation II 550 F-GLTK
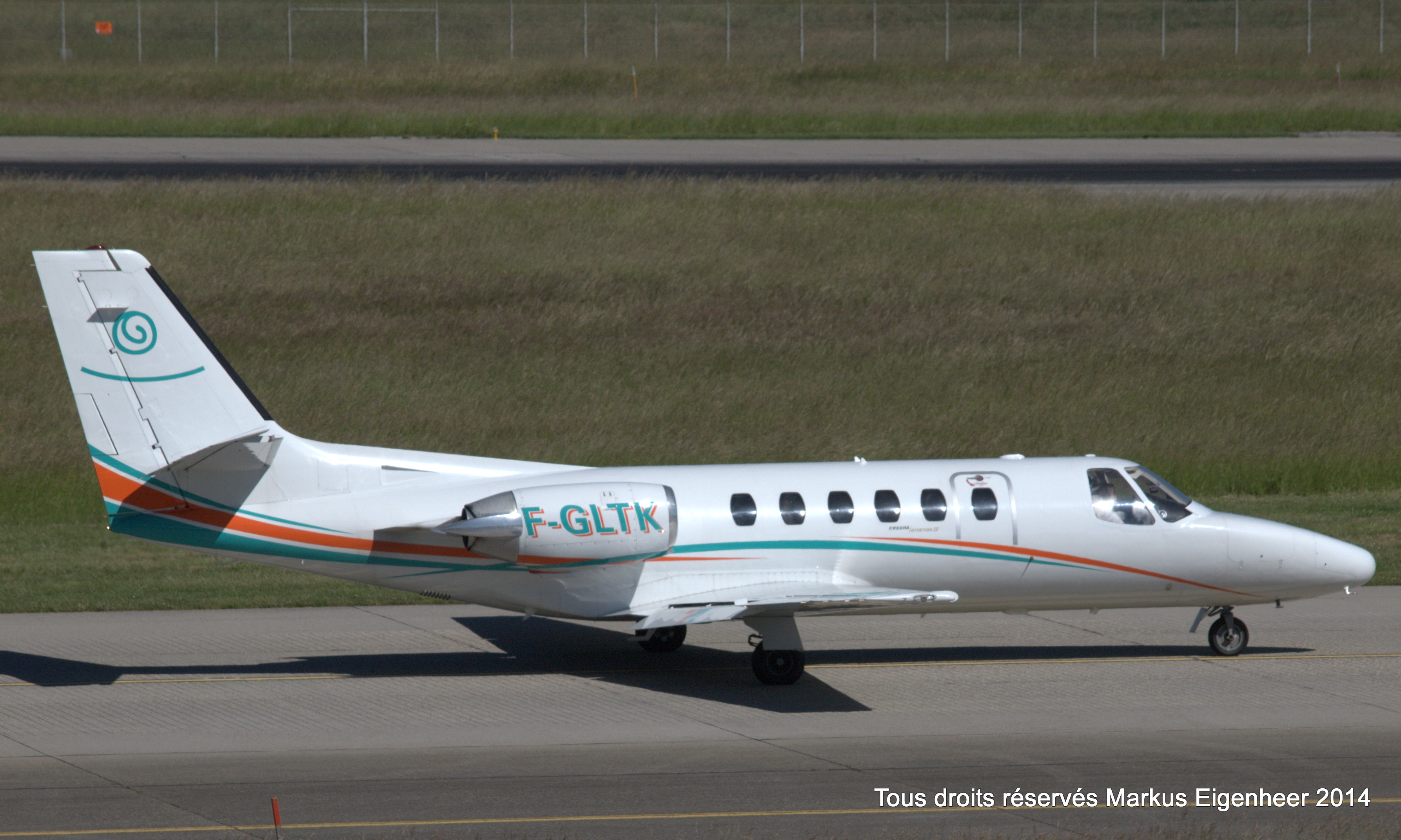
Citation II 550 F-GLTK
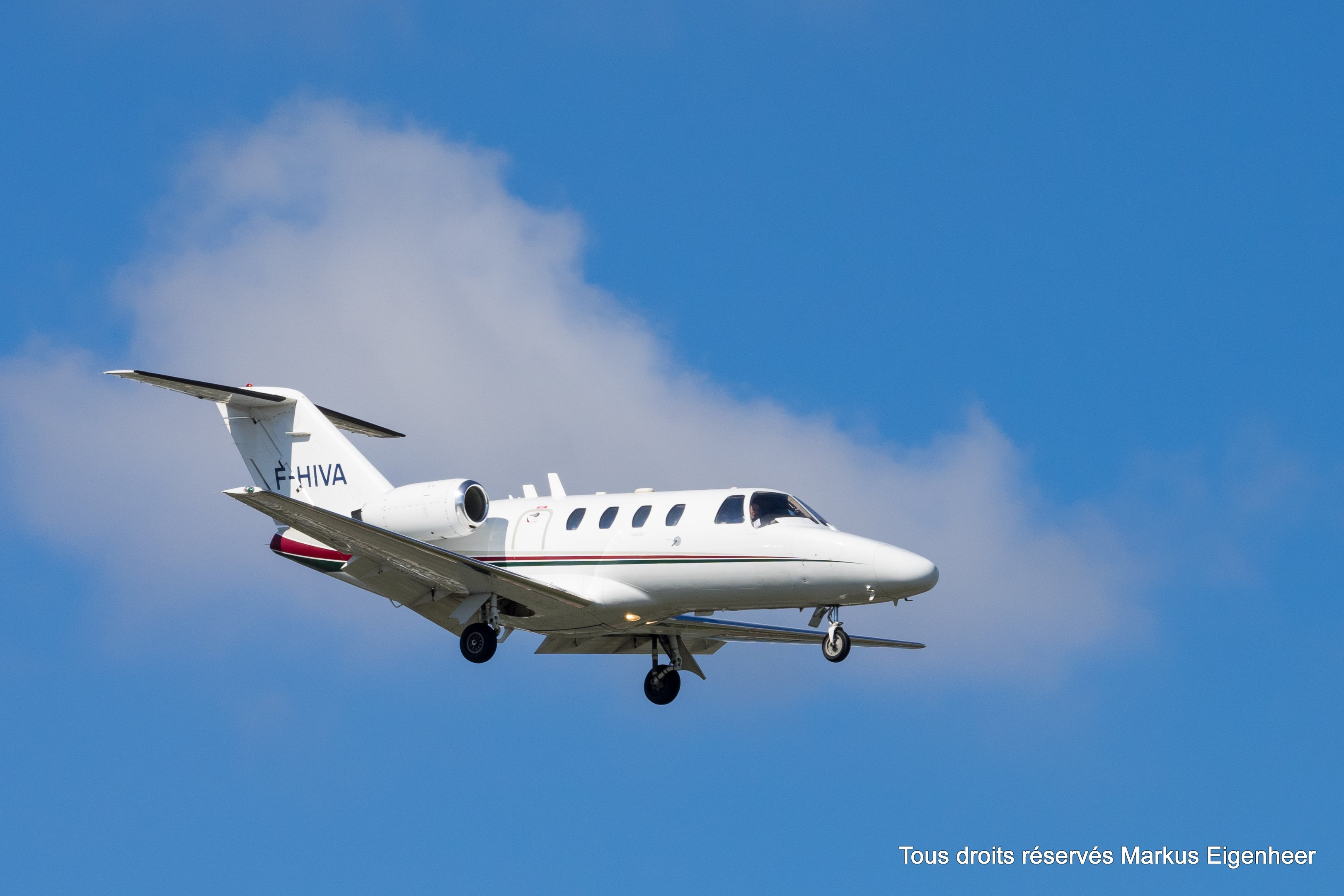
Citation CJ1 525 F-HIVA
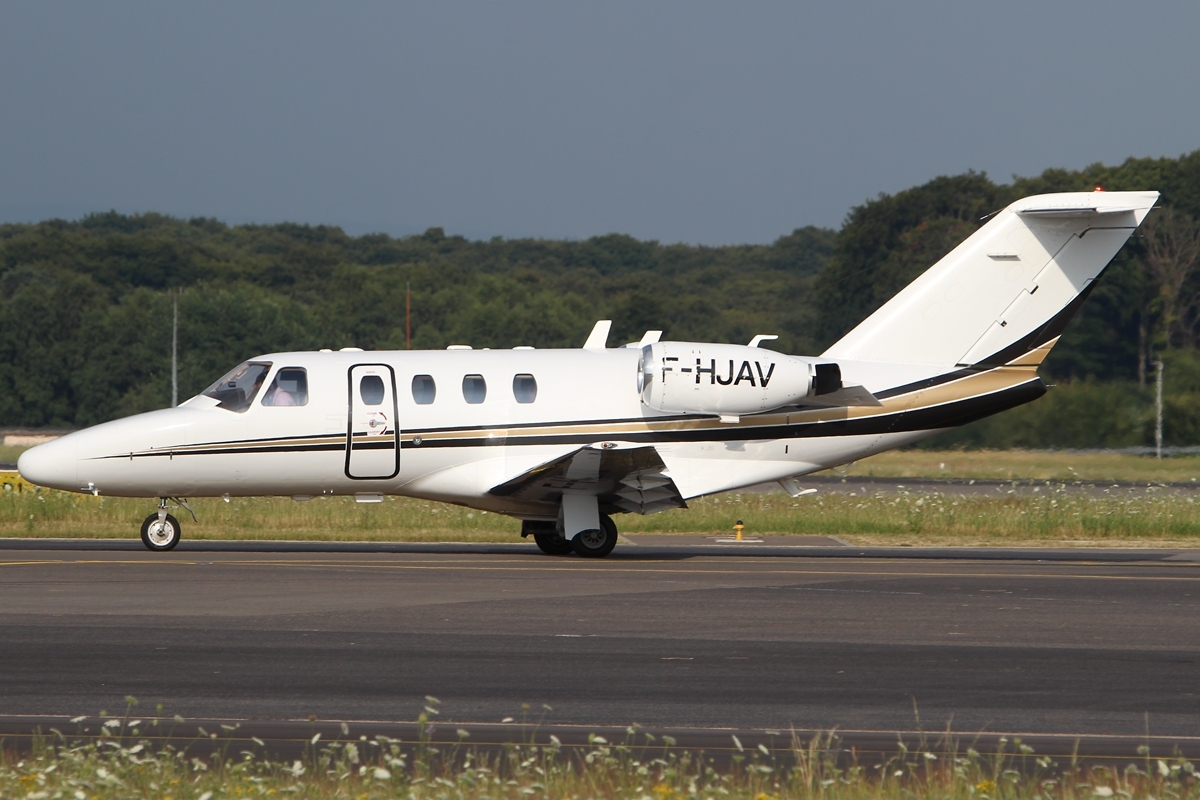
Citation CJ1 525 F-HJAV

## Logothèque

Logotype de VallJet en 2009 (déposé par La Baule Aviation).
Logotype de la filiale Vall Fly.
Ancien logotype de VallJet.
Nouveau logotype 2025 de VallJet avec mention de la holding DexFly.
Ancien logotype de la filiale maintenance R&O Le Bourget.
Nouveau logotype 2025 de la filiale R&O Le Bourget avec mention de la holding DexFly.